# La Censada (Santa Margarida de Montbui)
La Censada és una obra de Santa Margarida de Montbui (Anoia) inclosa a l'Inventari del Patrimoni Arquitectònic de Catalunya.

## Descripció
Edifici de planta rectangular. Coberta a dues aigües. De planta baixa, pis i golfes. A la façana principal les obertures es disposen segons tres eixos de les que s'ha de destacar la porta central adovellada i els òculs de les golfes. L'interior està molt transformat, queda però en el menjador una llar de foc amb forn de llenya.

## Història
En el capbreu del 1685 surt documentat com Mas de l'Assensada. En la dovella de la porta d'entrada hi ha la data del 1797. En el amillaramiento del 1851 surt com el Mas de la Sensada. Al 1980 s'hi realitzaren obres de consolidació dels fonaments i d'adaptació per casa de colònies.